# Коста-Оксиденталь (комарка)

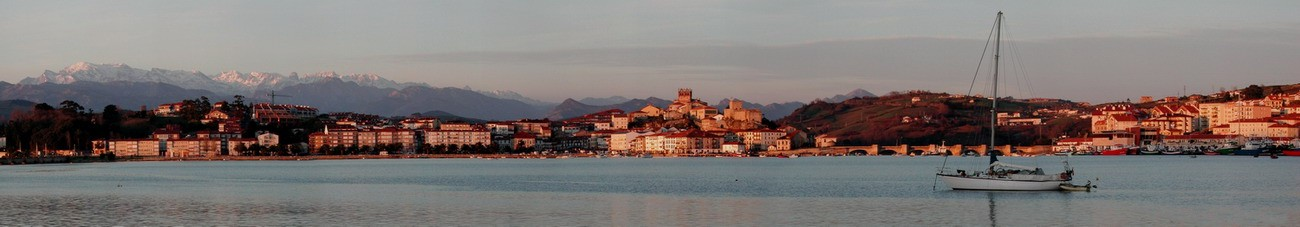

Коста-Оксиденталь (исп. Comarca de la Costa Occidental)  — район (комарка) в Испании, входит в провинцию Кантабрия в составе автономного сообщества Кантабрия.

## Муниципалитеты
1. Альфос-де-Льоредо
2. Комильяс
3. Руйлоба
4. Сан-Висенте-де-ла-Баркера
5. Сантильяна-дель-Мар
6. Удиас
7. Валь-де-Сан-Висенте
8. Вальдалига